# Tan Ruyin
Tan Ruyin (Zhanjiang, 17 de julho de 1994) é uma futebolista profissional chinesa que atua como meia.

## Carreira
Tan Ruyin fez parte do elenco da Seleção Chinesa de Futebol Feminino, nas Olimpíadas de 2016. 